# Tom Tilley
Thomas R. Tilley (Trenton, 28 marzo 1965) è un ex hockeista su ghiaccio canadese che nella propria carriera ha giocato anche in National Hockey League e in Italia.

## Carriera

### Club
Tom Tilley fu selezionato dai St. Louis Blues al decimo giro, in 196ª posizione assoluta in occasione dell'NHL Entry Draft 1984. Dopo essere stato scelto al Draft giocò per quattro stagioni con i Michigan State Spartans vincendo un titolo nazionale della NCAA.
Al termine del college Tilley esordì con i Blues in National Hockey League nella stagione 1988-89 raccogliendo 23 punti. Nelle stagioni successive alternò presenze con i Blues ad altre con la formazione affiliata in IHL dei Peoria Rivermen, squadra con cui vinse un titolo nel 1991. Dal 1991 al 1993 giocò nella Serie A italiana con i Devils Milano vincendo due scudetti consecutivi e un'Alpenliga. Nella stagione 1993-94 giocò le sue ultime gare in NHL sempre con i Blues.
Nelle stagioni successive giocò nella IHL. Dal 1995 al 1997 militò nei Milwaukee Admirals, per poi trasferirsi ai Chicago Wolves, squadra con cui vinse due Turner Cup nel 1998 e nel 2000. Nel 2001 si ritirò dall'attività agonistica.

### Nazionale
Tilley durante la sua permanenza in Italia giocò con il Team Canada la Coppa Spengler del 1991. A livello ufficiale invece nel 1995 vestì la maglia del Canada, giocando otto partite del mondiale disputato in Svezia e vincendo la medaglia di bronzo.

## Palmarès

### Club
- Campionato italiano: 2

Devils Milano: 1991-1992, 1992-1993
- Alpenliga: 1

Devils Milano: 1991-1992
- Turner Cup: 3

Peoria: 1990-1991
Chicago: 1997-1998, 1999-2000
- NCAA Championship: 1

Michigan State University: 1985-1986

### Individuale
- IHL Second All-Star Team: 3

1990-1991, 1995-1996, 1998-1999